# إيزابيل روبرتس
إيزابيل روبرتس (بالإنجليزية: Isabel Roberts)‏ هي مهندسة معمارية أمريكية، ولدت في مايو 1871 في ميزوري في الولايات المتحدة، وتوفيت في 27 ديسمبر 1955.